# Steel Man
Steel Man, auch Steel – Der stählerne Held (Eigenschreibweise STEEL) ist ein US-amerikanischer, 1997 produzierter Science-Fiction-Actionfilm von Kenneth Johnson, basierend auf der DC-Comics-Serie Steel von Louise Simonson und Jon Bogdanove.

## Handlung
John Henry Irons entwickelt für das US-Militär Waffen.
Nachdem sein Partner Nathaniel Burke bei einer Demonstration eine dieser neuen Waffen zu hoch einstellt, stirbt eine Senatorin und Partnerin Susan Sparks wird querschnittsgelähmt.
Daraufhin wird Burke aus dem US-Militär entlassen und Irons verlässt das US-Militär, um bei seinen Verwandten ein waffenfreies Leben zu führen.
Jedoch erlebt er, dass Gangster die von ihm entwickelten Waffen bei einem Überfall verwenden.
Irons tut sich mit Susan Sparks zusammen, konstruiert für sich eine Stahlrüstung mit Hammer und bekämpft als „Steel“ die Gangs.

## Kritiken
Peter Stack schrieb im San Francisco Chronicle vom 16. August 1997, der Film sei vorsichtig mit den Gewaltdarstellungen. Shaquille O’Neal wirke ansprechend und hauche dem Film Leben ein. Judd Nelson sei in seiner bis dahin langweiligsten Rolle zu sehen.
James Berardinelli meinte auf ReelViews, das Konzept des Films sei nicht schlecht, aber die Umsetzung grenze stellenweise an Peinlichkeit.

## Auszeichnungen
Shaquille O’Neal wurde 1998 für die Goldene Himbeere nominiert.